# انجی سید
انجی سید (عربی: إنجي أحمد الأب سيد؛ زادهٔ ۴ سپتامبر ۱۹۸۶) بازیکن فوتبال اهل مصر است.
وی همچنین در تیم ملی فوتبال مصر بازی کرده‌است.